# أبو القاسم السهيلي

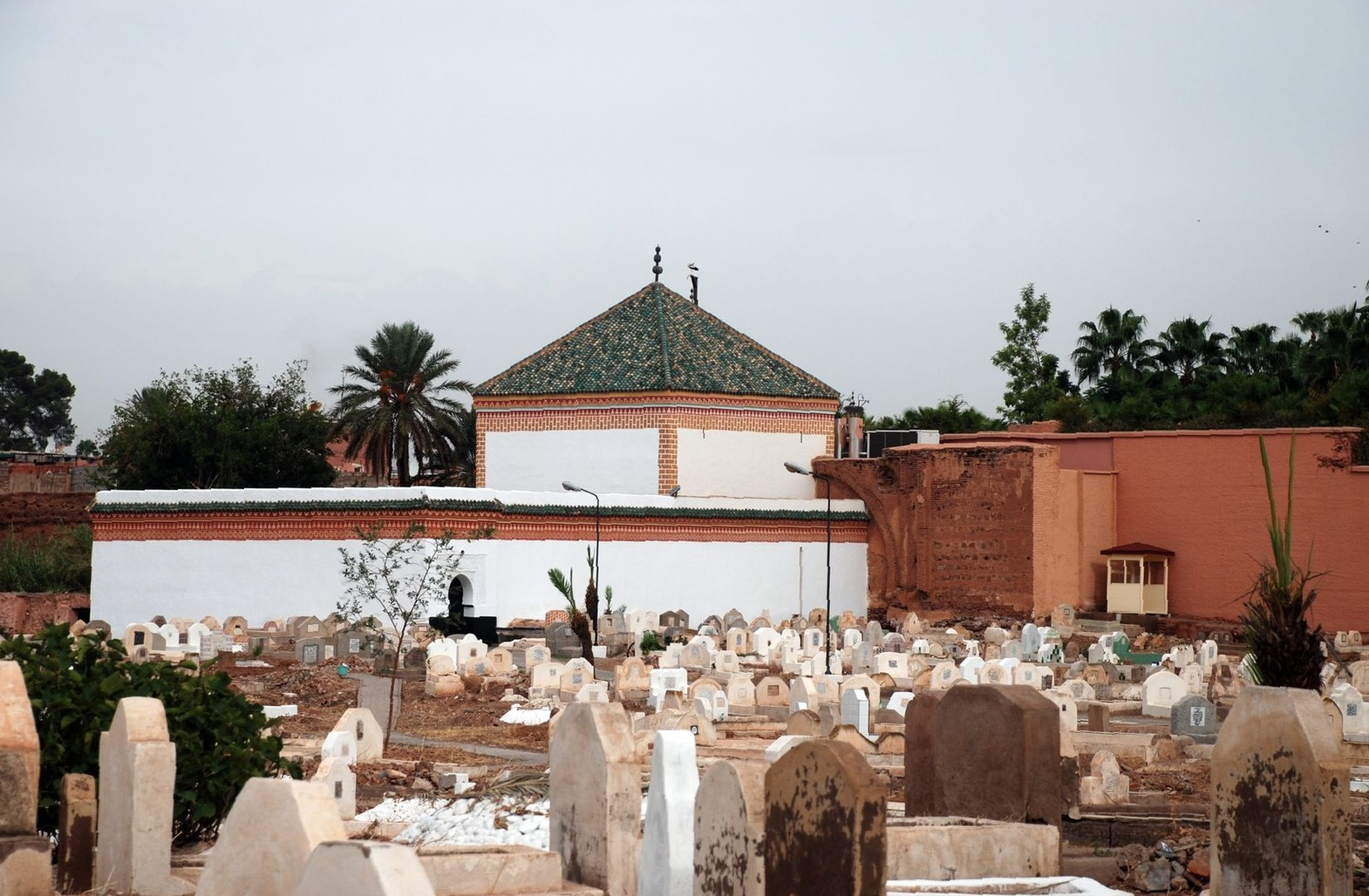
ضريح السهيلي بمراكش

أبو القاسم السهيلي  هو أبو زيد عبد الرحمن بن عبد الله بن أحمد بن أبي الحسن، محدث فقيه نحوي أصولي له تصانيف كثيرة من أهمها كتاب الرّوض الأنف، والمشرع الرّوي، في تفسير حديث سيرة الرسول محمد ﷺ. اسمه: أصبغُ بن حسين بن سعدون بن رضوان بن فتوح، هذا هو نسبه الذي أملاه على تلميذه ابن دحية، وهو من ولد أبي رويحة الخثعمي الذي عقد له رسول الله محمد ﷺ لواء عام الفتح، والسهيلي نسبة إلى قرية من القرب من مالقة في الأندلس اسمها سهيل، ولد سنة 508هـ في مالقة.
توفي أبو القاسم السهيلي سنة 581 في مراكش بالمغرب.

## نشأته
نشأ بمالقة، وبها تلقى العلم فبرع بالنحو واشتهر بالبلاغة، قرأ القرآن جمعاً وإفراداً على المقرئ أبي علي الحسين بن الأحدب، ثم قرأه بمقرأ نافع، وابن كثير على المقرئ أبي الحسن علي بن عيسى المروي، ثم قرأ القرآن وشيئاً من العربية على النحوي الزاهد الضرير أبي مروان عبد الملك بن مجير. ولعل نسبه إلى بلدية سهيل قرب مالقة.
سمع كتاب الهداية لأبي العباس المهدوي، وقرأ وسمع الموّطأ تفقهاً وعرضاً، ومنتخب الأحكام لابن أبي زمنين.

## رحلاته
رحل إلى قرطبة وفيها قرأ القرآن بالمقارئ السبعة على المقرئ أبي داود سليمان بن يحيى، وسمع على الفقيه الحافظ أبي عبد الله الذهبي القرطبي؛ ثم رحل إلى إشبيلية فلزم القاضي الإمام أبا بكر بن العربي وأخذ عنه كثيراً من الحديث والأصول والتفسير.
لقي الامام النحوي أبا القاسم بن الأبرش ثم لزم النحوي أبا القاسم بن الرماك فأخذ عنهم فوائد في النحو.

## شيوخه
1. ابن العربي.
2. سليمان بن يحيى.
3. ابن الطراوة.
4. أبو القاسم بن الرماك.
5. شريح بن محمد.
6. أبو منصور بن الخير.
7. أبو القاسم بن الأبرش.
8. أبو عبد الله بن أخت غانم.
9. أبو القاسم عبد الرحمن بن رضا.

## تلاميذه
1. فرج بن عبد الله بن عبد الرحمن الأنصاري الإشبيلي.
2. عبد الرحيم بن عيسى بن يوسف ابن الملجوم الفاسي.
3. محي الدين بن العربي الحاتمي.
4. سهل بن محمد بن سهل بن لأحمد بن مالك الأزدي.
5. ابن دحية الكلبي.
6. عبد الله بن الحسن بن أحمد بن يحيى بن عبد الله الأنصاري.
7. محمد بن محمد الكاتب.

## مؤلفاته
1. مسألة رؤية الله في المنام ورؤية النبي صلى الله عليه وسلم.
2. نتائج الفكر في علل النحو.
3. حلية النبيل في معارضة ما في السبيل.
4. قصة يوسف.
5. كتاب الفرائض وشرح آيات الوصية.
6. القصيدة العينية.
7. مسألة السّرّّ في عور الدجال.
8. التعريف والإعلام فيما أبهم من القرآن من الأسماء الأعلام.
9. الروض الأنف